# 분해자

나무에 붙은 버섯은 생태계의 분해자이다.

분해자(分解者, 영어: decomposer)는 동식물의 사체나 배설물을 분해하여 무기물로 만드는 생물을 말한다. 유기물을 스스로 합성하는 녹색식물이나 이 식물을 먹어 영양분을 얻는 동물도 어느 정도의 시간이 흐르면 마침내는 죽게 된다. 먹이로서 섭취된 동식물은 완전히 소화·흡수되는 것은 아니고 소화되지 않은 것은 배설되며, 또 식물도 잎을 떨어뜨리거나 한다. 그러나 이와 같은 동식물의 사체나 배설물이 쌓여서 지면을 덮어버리는 일은 없는데, 이것은 유기물을 분해하는 생물의 작용 때문이다. 이 분해 과정에 관여하는 것은 지렁이·노래기·톡토기·진드기 등의 분해 동물과 곰팡이나 세균 등이다. 지렁이와 톡토기가 유기물을 큼직하게 나누는 반면에, 곰팡이나 세균 등의 미생물은 다시 잘게 분해하여 유기물을 무기물로 만드므로 이들을 분해자라고 한다. 또 이 무기물을 식물의 영양분으로 다시 이용할 수 있게 하므로 환원자라고도 한다. 이같이 분해자는 녹색식물이 합성한 유기물을 무기물로 전환시켜 식물이 다시 이용할 수 있게 하므로 생태계 내의 물질 순환에 있어서 없어서는 안 될 중요한 존재이다.
분해자로서의 동물의 작용은 그리 크지는 않으나 곰팡이와 세균과 같은 미생물은 많은 분해 효소를 지니고 있어서, 모든 유기물을 무기물로 분해할 수가 있다. 이 때 곰팡이나 세균의 작용을 촉진시키는 것이 분해 동물이라 불리는 무리들이다. 이들 분해 동물에 의해 동·식물의 사체는 큼직하게 쪼개지고, 또 이들의 배설물 주위에는 미생물이 더욱 번식하게 되어 유기물의 분해를 촉진시키는 것이다. 분해자인 미생물은 직접 눈으로 볼 수도 없고 생물량도 높지 않으나, 유기물을 분해하여 무기환경 속으로 되돌려 보내므로 생물계와 무생물계 사이의 물질 순환에서 교량 역할을 하고 있다.
이상과 같은 먹이 연쇄의 형으로 생태계의 평형이 유지되어 안정된 생태계를 이루게 된다. 안정된 생태계는 특별한 일이 없는 한 그 균형이 깨지는 일은 드물지만, 심한 폭풍우나 큰 산불 등으로 인하여 부분적으로 생태계의 평형이 파괴되기도 한다. 파괴된 생태계는 일정한 기간이 지나면 대개 평형이 회복되면서 다시 안정된 생태계를 이루게 된다. 그러나 인간에 의하여 자연이 파괴된 경우에는, 생태계의 평형을 회복하는 데 어려움이 따르기도 한다. 예를 들면, 교통 도로의 건설·주택이나 공장의 건설·대륙붕 개발·농약 살포 등으로 생태계가 파괴되고 다른 생태계로의 동식물의 이입, 즉 귀화 생물 등으로 생태계가 파괴되기도 한다. 이처럼 인간에 의해 파괴된 생태계는 시간이 지남에 따라 차차 회복되기도 하지만, 본래대로 회복시키는 일이 불가능한 경우도 많다.

## 같이 보기
- 생태계